# Rocío Albert López-Ibor
Rocío Albert López-Ibor (Madrid, 7 de septiembre de 1971) es una política, economista, jurista y académica española. En la actualidad ocupa el cargo de consejera de Economía, Hacienda y Empleo de la Comunidad de Madrid en el Gobierno de Isabel Díaz Ayuso. Con una dilatada trayectoria en la Administración Pública, el ámbito académico y la investigación, Albert se ha especializado en economía, políticas públicas y análisis económico del derecho. Es diputada en la Asamblea de Madrid.
Está casada y tiene 2 hijos.

## Información académica y profesional
Doctora por el Departamento de Economía Aplicada IV de la Universidad Complutense de Madrid (UCM), Rocío Albert también es licenciada en Derecho por la misma universidad. Su formación incluye el European Master in Law and Economics (Universidad de Hamburgo), un Programa Avanzado en Derecho y Economía (Harvard Law School) y el Advanced Program in Public Administration (ESADE Madrid), entre otras formaciones complementarias.
Es profesora de Economía y Hacienda en la Universidad Complutense de Madrid desde 1998 (en excedencia obligatoria) y de Principios de Economía del Colegio Universitario Cardenal Cisneros, codirectora del Master de Análisis Económico del Derecho y Políticas Públicas del Centro Universitario EAE, y durante 10 años subdirectora del Master en Derecho, Economía y Políticas Públicas que se realizaba conjuntamente entre la Universidad Complutense de Madrid y la Fundación Ortega y Gasset.
Desde 2016 es vicepresidenta de la Asociación Española de Análisis Económico del Derecho. Ha sido profesora invitada en distintas Universidades europeas y americanas (Harvard, Bolonia, Bogotá, Córdoba-Argentina).
Dentro de su labor investigadora, cabe destacar que ha sido investigadora principal del Observatorio Económico y de Empleo del Ayuntamiento de Madrid e investigadora principal de numerosos proyectos educativos, de economía e innovación para diferentes entidades nacionales e internacionales.
Autora de numerosos trabajos académicos sobre temas relacionados con la Educación, Economía e Innovación, la Regulación y las Políticas Públicas, ha publicado en revistas de prestigio internacional. Se ha especializado en el campo del análisis económico del derecho, publicando una gran cantidad de artículos en temas como análisis de discriminación en el mercado de trabajo y análisis económico de la regulación concursal entre otros. Su último artículo es “New Rules to Secure Fiscal Sustainability in the European Monetary Union” en Future European Journal, 2022.

## Trayectoria política
Rocío Albert ha ocupado múltiples cargos de responsabilidad en la Comunidad de Madrid, entre los que destacan:
- Consejera de Economía, Hacienda y Empleo.
- Viceconsejera de Política Educativa en la Vicepresidencia, Consejería de Educación y Universidades.
- Viceconsejera de Innovación, Industria, Comercio y Consumo en la Consejería de Economía, Empleo y Hacienda.
- Directora general de Universidades e Investigación.
- Directora general de Mejora de la Calidad de la Enseñanza.
- Secretaria General del Consejo Económico y Social. También ha sido diputada en la Asamblea de Madrid durante las legislaturas IX, XII y XIII.